# Milo Marat
Milo Marat est une série de bande dessinée policière et humoristique parue dans Pif Gadget. Elle est scénarisée par Mario Gomboli et dessinée par Franco Bonvi.

## Synopsis
Milo Marat est un détective privé. Avec l'aide de son assistant P'tit Séba, il empêche le gang de La Moustache de commettre divers délits.     
Les enquêtes de Milo Marat suivent presque toutes la même trame : Milo est embauché pour empêcher une série de vols ou de rapts. On apprend que ces délits sont l'œuvre du gang de la Moustache. Milo et P'tit Séba empêchent le délit et La Moustache repart bredouille. Milo se demande pourquoi La Moustache a tenté de commettre le délit en question. Et ça se termine au QG de La Moustache ou on apprend que la raison de ce vol ou ce rapt était anodin. Par exemple, voler à l'armée un puissant gaz paralysant, pour s'en servir contre les moustiques qui ont envahi le QG. Ou bien kidnapper un grand savant pour qu'il puisse aider le chef de la Moustache à résoudre des mots croisés. Les aventures de Milo Marat apportent « une touche de burlesque, de délire et de parodie ».

## Personnages
Milo Marat. Détective privé.  Beau grand jeune homme blond, intelligent, courageux et bon stratège.  
P'tit Sébastien, plus tard P'tit Séba.  L'assistant et ami de Milo Marat.  Un peu moins intelligent que Milo, il n'en est pas moins vif d'esprit et logique.  C'est une grosse brute, toujours en train de rigoler "Heu! Heu! Heu!" lorsqu'il se bagarre.  
La Moustache.  Gang dont le nombre de membres est indéterminé.  Ils ont tous le même physique : Grassouillets, moustaches blanches, gilet vert, pantalons rose et casquette marron qui leur recouvre généralement les yeux, qui semblent être recouvert d'un masque loup.  Ils ont le curieux tic verbal de s'exclamer "Moust! Moust! Moust!" lorsqu'ils sont en train de commettre leurs crimes.  Leurs véhicules, tels camions blindés, avions ou hélicoptères, sont affublées de moustaches géantes.  Leur QG semble être dans les égouts.    
Le Grand Moustachu.  Le chef de la Moustache.  Homme costaud et corpulent que l'on voit généralement de dos et penché, de manière que l'on ne voit jamais son visage.

## Genèse de la série
À l'époque, Bonvi a publié Sturmtruppen ainsi qu'une vingtaine de récits pour Pif Gadget. Les récits sont ensuite recueillis sous forme d'intégrale aux éditions du Taupinambour.